# Brincando com Fogo: Brasil
Brincando com Fogo: Brasil é um reality show brasileiro produzido pela Fremantle em parceria com a Mixer Films para a Netflix. O formato do programa é baseado em Too Hot to Handle, e segue o mesmo enredo, oferecendo um prêmio de R$ 500 mil que será entregue ao final do programa. A sua primeira temporada contou com 14 participantes: Brenda Paixão, Davi Kneip, Gabriela Martins, Leandro David, Kethellen Avelino, Igor Paes, Rita Tiecher, Ronaldo Moura, Thuany Raquel, Matheus Sampaio, Marina Streit, Caio Giovani, Ana Clara Sena e Bruno Bachur. Estreou em 21 de julho de 2021.

## 1.ª temporada (2021)

### Participantes
A lista com os 14 participantes oficiais foi divulgada no dia 21 de junho de 2021.
| Nome do Participante | Idade | Origem                          | Entrada    | Saída      | Status    |
| -------------------- | ----- | ------------------------------- | ---------- | ---------- | --------- |
| Brenda Paixão        | 24    | Porto Alegre, Rio Grande do Sul | Episódio 1 | Episódio 8 | Vencedora |
| Caio Giovani         | 29    | Rio de Janeiro, Rio de Janeiro  | Episódio 3 | Episódio 8 | Vencedor  |
| Davi Kneip           | 21    | Belo Horizonte, Minas Gerais    | Episódio 1 | Episódio 8 | Vencedor  |
| Gabriela Martins     | 27    | Rio de Janeiro, Rio de Janeiro  | Episódio 1 | Episódio 6 | Eliminada |
| Igor Paes            | 27    | Salvador, Bahia                 | Episódio 1 | Episódio 8 | Vencedor  |
| Kethellen Avelino    | 22    | Maraã, Amazonas                 | Episódio 1 | Episódio 8 | Vencedora |
| Leandro David        | 23    | Brasília, Distrito Federal      | Episódio 1 | Episódio 8 | Vencedor  |
| Marina Streit        | 24    | Taquara, Rio Grande do Sul      | Episódio 3 | Episódio 8 | Vencedora |
| Matheus Sampaio      | 25    | Rio de Janeiro, Rio de Janeiro  | Episódio 1 | Episódio 8 | Vencedor  |
| Rita Tiecher         | 25    | Rio de Janeiro, Rio de Janeiro  | Episódio 1 | Episódio 8 | Vencedora |
| Ronaldo Moura        | 29    | São Paulo, São Paulo            | Episódio 1 | Episódio 8 | Vencedor  |
| Thuany Raquel        | 26    | Recife, Pernambuco              | Episódio 1 | Episódio 8 | Vencedora |
| Ana Clara Sena       | 24    | Minas Gerais                    | Episódio 7 | Episódio 8 | Vencedora |
| Bruno Bachur         | 29    | Minas Gerais                    | Episódio 7 | Episódio 8 | Eliminado |

## 2.ª Temporada (2022)

### Participantes
A lista com os 10 participantes oficiais foi divulgada no dia 4 de agosto de 2022.
| Nome do Participante | Idade | Origem                                    | Entrada    | Saída | Status |
| -------------------- | ----- | ----------------------------------------- | ---------- | ----- | ------ |
| Isadora Salles       | 21    |                                           | Episódio 1 |       |        |
| Italo Lopes          | 21    |                                           | Episódio 1 |       |        |
| Ivan Almeida         | 22    |                                           | Episódio 1 |       |        |
| Justen Nosoliny      | 26    |                                           | Episódio 1 |       |        |
| Kelvin Duran         | 28    |                                           | Episódio 1 |       |        |
| Khiara Italia        | 20    |                                           | Episódio 1 |       |        |
| Nayara Colombo       | 23    |                                           | Episódio 1 |       |        |
| Sandri Oliveira      | 21    |                                           | Episódio 1 |       |        |
| Victoria Macan       | 24    | São Francisco de Paula, Rio Grande do Sul | Episódio 1 |       |        |
| Wálison Gomes        | 25    |                                           | Episódio 1 |       |        |

## Outras aparições
Além de participarem do Brincando com Fogo: Brasil, alguns dos participantes passaram a competir em outros reality shows.
| Participante    | Edição BCF | Reality show               | Temp. | Colocação               |
| --------------- | ---------- | -------------------------- | ----- | ----------------------- |
| Davi Kneip      | 1          | De Férias com o Ex: Caribe | 3     | Participante – Original |
| Brenda Paixão   | 1          | Power Couple Brasil        | 6     | Vencedores – 1.º lugar  |
| Matheus Sampaio | 1          | Power Couple Brasil        | 6     | Vencedores – 1.º lugar  |
| Ronaldo Moura   | 1          | A Grande Conquista         | 1     | Eliminado – 47.º lugar  |
| Victoria Macan  | 2          | A Grande Conquista         | 1     | Eliminada – 11.º lugar  |